# PGC 38965
LEDA/PGC 38965 ist eine linsenförmige Radiogalaxie vom Hubble-Typ SA0 im Sternbild Haar der Berenike am Nordsternhimmel. Sie ist schätzungsweise 338 Millionen Lichtjahre von der Milchstraße entfernt und hat einen Durchmesser von etwa 90.000 Lichtjahren. Vom Sonnensystem aus entfernt sich das Objekt mit einer errechneten Radialgeschwindigkeit von näherungsweise 7.600 Kilometern pro Sekunde.
Nach Lage der Daten sollte sie ein Mitglied des Virgo-Galaxienhaufens sein.

## Galaktisches Umfeld
| Nr. | Galaxie                 | Alternativname            | Rek           | Dek           | Distanz/asec |
| --- | ----------------------- | ------------------------- | ------------- | ------------- | ------------ |
| →   | LEDA/PGC 38965          | NSA 117668                | 12h13m09.050s | +16d17m49.07s | 0            |
| 1   | 2MASX J12124383+1611062 | WISEA J121243.87+161106.3 | 12h12m43.870s | +16d11m06.10s | 542.05       |
| 2   | 2MASX J12133728+1609565 | WISEA J121337.29+160956.1 | 12h13m37.300s | +16d09m56.20s | 623.82       |
| 3   | LEDA/PGC 1503375        | AGC 227839                | 12h12m27.177s | +16d12m33.15s | 680.54       |
| 4   | LEDA/PGC 1502472        | 2MASX J12122846+1610184   | 12h12m28.492s | +16d10m18.05s | 737.86       |
| 5   | LEDA/PGC 1508010        | WISEA J121224.82+162418.1 | 12h12m24.818s | +16d24m17.91s | 746.15       |
| 6   | LEDA/PGC 1500676        | NSA 75456                 | 12h13m26.900s | +16d05m57.60s | 756.45       |
| 7   | LEDA/PGC 93116          | 2MASX J12133956+1607334   | 12h13m39.620s | +16d07m30.90s | 756.48       |
| 8   | LEDA/PGC 39014          | UGC 7230                  | 12h13m38.7s   | +16d07m21s    | 760.67       |
| 9   | LEDA/PGC 38974          | NSA 75461                 | 12h13m07.010s | +16d05m08.01s | 761.23       |
| 10  | 2MASX J12135989+1611544 | WISEA J121359.93+161154.9 | 12h13m59.931s | +16d11m54.93s | 813.89       |
| 11  | LEDA/PGC 1499814        | 2MASX J12132473+1603454   | 12h13m24.740s | +16d03m44.90s | 873.87       |
| 12  | LEDA/PGC 1504324        | 2MASX J12120321+1614557   | 12h12m03.203s | +16d14m55.80s | 963.65       |
| 13  | LEDA/PGC 1508859        | WISEA J121406.74+162629.0 | 12h14m06.749s | +16d26m29.13s | 979.38       |
| 14  | LEDA/PGC 1507734        | 2MASX J12141354+1623345   | 12h14m13.510s | +16d23m35.03s | 990.31       |